# Dianthus oschtenicus
Dianthus oschtenicus är en nejlikväxtart som beskrevs av Anatol I. Galushko. Dianthus oschtenicus ingår i släktet nejlikor, och familjen nejlikväxter. Inga underarter finns listade i Catalogue of Life.